# Жан Ассельборн

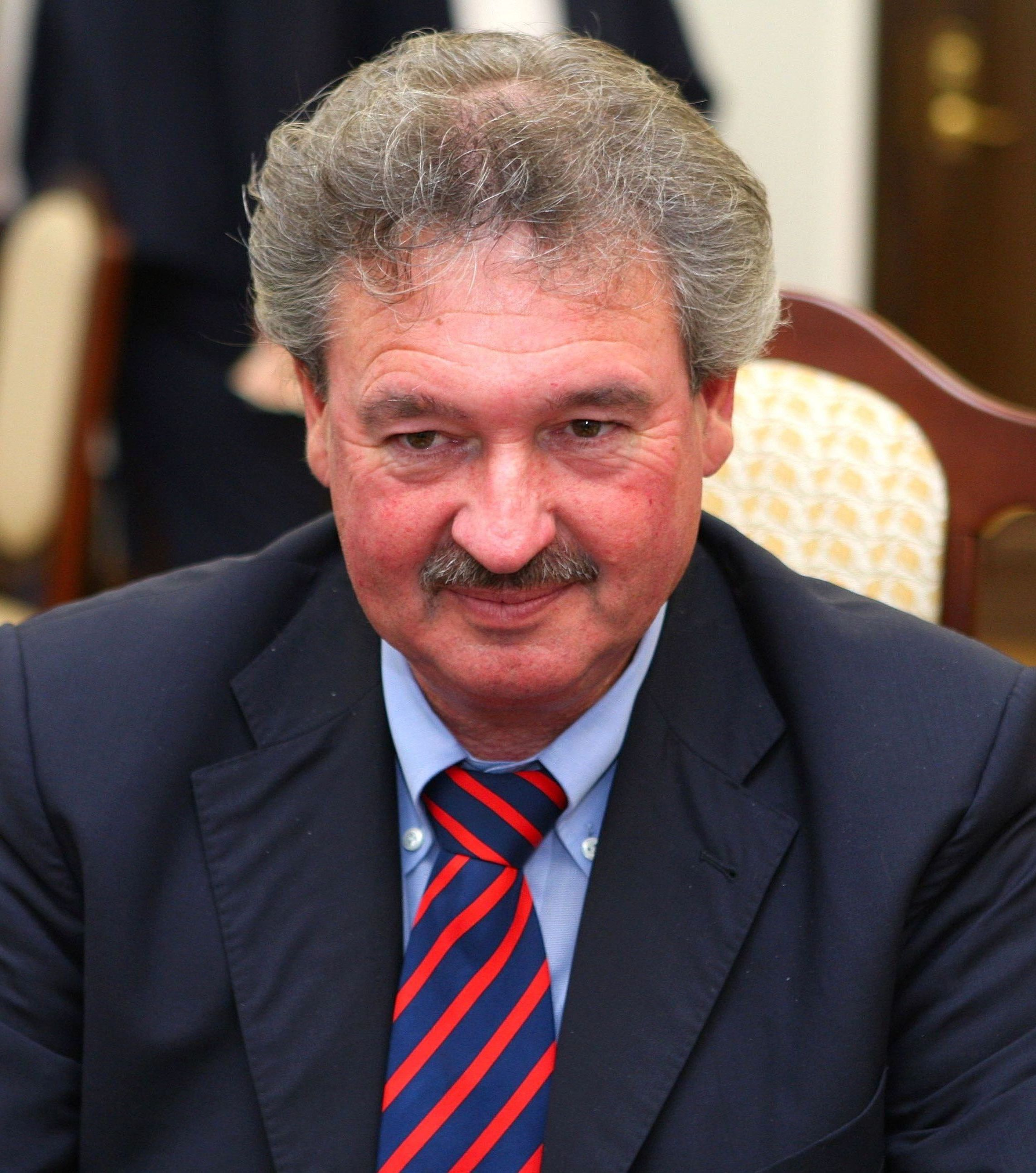
Жан Ассельборн

Жан Ассельборн (люксемб. Jean Asselborn, 27 квітня 1949) — державний і політичний діяч Люксембургу, дипломат.

## Біографія
Народився в місті Штайнфорт, округ Люксембург, Люксембург. У 1981 закінчив Університет Нансі II, магістр приватного права.
З 1967 — працював у лабораторії товариства «Uniroyal». Брав участь в молодіжній секції Люксембурзької федерації трудящих.
З 1968 по 1969 — працював у адміністрації міста Люксембург.
З 1969 — працював у адміністрації міста Штейнфорт.
З 1976 по 2004 — директор міжобщинної лікарні Штейнфорта.
З 1982 по 2004 — мер міста Штейнфорт.
З 1984 по 2004 — депутат Палати депутатів Люксембургу.
З 1989 — голова парламентської групи Люксембурзької соціалістичної робітничої партії.
З 1997 по 2004 — президент Люксембурзької соціалістичної робочої партії.
З 1999 по 2004 — віце-президент Палати депутатів Люксембургу.
З 2000 по 2004 — віце-президент Європейської соціалістичної партії.
З 2004 — заступник прем'єр-міністра і міністр закордонних справ і міграції Люксембургу.
З 2004 — представник Люксембургу у Раді міністрів Європейського Союзу із загальних справ і зовнішніх зв'язків.
З 2009 — заступник прем'єр-міністра і міністр закордонних справ і міграції Люксембургу.

## Нагороди
- Кавалер Великого хреста ордена «За заслуги перед Італійською Республікою» (2009)
- Нагрудний знак МЗС Росії «За внесок у міжнародне співробітництво» (2009)[3]